# Esse Artista Sou Eu
Esse Artista Sou Eu foi um talent show do SBT inspirado no formato original da Endemol Your Face Sounds Familiar.
Estreou no dia 25 de agosto de 2014. Foi apresentado por Márcio Ballas. Conta ainda com o trio de jurados Cyz Zamorano, Carlos Eduardo Miranda e Thomas Roth, e uma preparada vocal, um coreógrafo e um preparador de elenco. O programa era exibido toda segunda-feira após o Programa do Ratinho. A direção geral é de Michael Ukstin junto com os, também diretores, Eduardo Gaspar e Danilo Labb.
Os participantes da bancada de jurados foram: Christian Chávez, Léo Maia, Li Martins, Marcelo Augusto, Rosemary, Syang e Vanessa Jackson.

## Sinopse
Em cada programa, celebridades do universo musical eram desafiadas a interpretar ícones da música nacional e internacional. Além de uma surpreendente caracterização, eles contavam com a ajuda de uma preparadora vocal, um coreógrafo e um preparador de elenco para convencer o júri, composto por três conceituadas figuras do meio artístico. Cada participante interpretava um artista diferente por programa, que poderia ser de qualquer época e seria definido de forma aleatória ao término de cada episódio. Em Esse Artista Sou Eu não havia eliminação, e a cada edição os participantes acumulavam pontos. Ao final da temporada, estes pontos eram somados e aquele que obtivesse a maior pontuação era coroado o grande vencedor.

## Elenco

### Apresentador
- Marcio Ballas

### Jurados
- Cynthia Zamorano (Cyz)
- Carlos Eduardo Miranda
- Thomas Roth

### Coaches
- Blacy Gulfier - Preparadora vocal
- Netto Soares - Coreógrafo
- Marcelo Boffat - Preparador de elenco

## Participantes
| Participante     | Ocupação        | Resultado                                |
| ---------------- | --------------- | ---------------------------------------- |
| Vanessa Jackson  | Cantora e Atriz | Vencedora em 22 de dezembro de 2014      |
| Li Martins       | Cantora         | Vice-campeã em 22 de dezembro de 2014    |
| Christian Chávez | Cantor e ator   | Terceiro lugar em 22 de dezembro de 2014 |
| Marcelo Augusto  | Ator            | Quarto lugar em 22 de dezembro de 2014   |
| Rosemary         | Cantora         | Eliminada em 15 de dezembro de 2014      |
| Léo Maia         | Cantor          | Eliminado em 15 de dezembro de 2014      |
| Syang            | Cantora e atriz | Eliminada em 15 de dezembro de 2014      |

## Imitações
|                  | Semana 1                 | Semana 2                       | Semana 3            | Semana 4       | Semana 5         | Semana 6                        | Semana 7                     | Semana 8           | Semana 9          | Semana 10         | Semana 11          | Semana 12                        | Semana 13                  | Semana 14                      | Semana 15        | Semana 16                             | Semana 17                  | Semana 18 (Final)        |
| ---------------- | ------------------------ | ------------------------------ | ------------------- | -------------- | ---------------- | ------------------------------- | ---------------------------- | ------------------ | ----------------- | ----------------- | ------------------ | -------------------------------- | -------------------------- | ------------------------------ | ---------------- | ------------------------------------- | -------------------------- | ------------------------ |
| Vanessa Jackson  | Whitney Houston          | Whoopi Goldberg                | Loalwa Braz (Kaoma) | Beyoncé        | Ana Carolina     | Michael Jackson (The Jackson 5) | Toni Braxton                 | Montserrat Caballé | Ivete Sangalo     | Alcione           | Tina Turner        | Nicki Minaj                      | Aretha Franklin            | Maysa                          | Elza Soares      | Ludmilla                              | Lara Fabian                | Jennifer Hudson          |
| Li Martins       | Amy Winehouse            | Anitta                         | Rihanna             | Conchita Wurst | Chiquititas      | Celine Dion                     | Miley Cyrus                  | Alicia Keys        | Adele             | Shakira           | Christina Aguilera | Gloria Gaynor                    | Taylor Swift               | Paula Fernandes                | Mariah Carey     | Demi Lovato                           | Shania Twain               | Susan Boyle              |
| Christian Chávez | Ricky Martin             | Victor Willis (Village People) | Justin Timberlake   | Psy            | John Lennon      | Michael Jackson                 | MC Guimê                     | Lady Gaga          | Luciano Pavarotti | Pharrell Williams | Thalía             | Mick Jagger (The Rolling Stones) | Alejandro Sanz             | Harry Styles (One Direction)   | Marilyn Manson   | will.i.am (The Black Eyed Peas)       | Boy George (Culture Club)  | CeeLo Green              |
| Marcelo Augusto  | Sidney Magal             | Elvis Presley                  | Cher                | Beto Barbosa   | Roy Orbison      | Andrea Bocelli                  | Cauby Peixoto                | Daniel             | Julio Iglesias    | Maria Bethânia    | Ney Matogrosso     | Lenny Kravitz                    | Dinho (Mamonas Assassinas) | Frank Sinatra                  | Cazuza           | Emílio Santiago                       | Reginaldo Rossi            | Nelson Ned               |
| Rosemary         | Hebe Camargo             | Carmen Miranda                 | Elis Regina         | Gal Costa      | Valesca Popozuda | Dalva de Oliveira               | Gaby Amarantos               | Virgínia Lane      | Marilyn Monroe    | Rita Lee          | Gloria Estefan     | Rosanah                          | Clara Nunes                | Beth Carvalho                  | Amália Rodrigues | Celly Campello                        | Fafá de Belém              | Ella Fitzgerald          |
| Léo Maia         | Seu Jorge                | Ray Charles                    | Tim Maia            | Jair Rodrigues | Bruno Mars       | Wando                           | James Brown                  | Roberto Carlos     | Martinho da Vila  | Bobby McFerrin    | Luiz Gonzaga       | Raul Seixas                      | Adoniran Barbosa           | David Ruffin (The Temptations) | Chico Science    | Herbert Vianna (Paralamas do Sucesso) | Lionel Richie (Commodores) | Marcelo Falcão (O Rappa) |
| Syang            | Axl Rose (Guns N' Roses) | Wanderléa                      |                     | Britney Spears | Angélica         | Pink                            | Geri Halliwell (Spice Girls) | Prince             | Katy Perry        | Avril Lavigne     | Li Martins (Rouge) | Lene Nystrøm (Aqua)              | Anni-Frid (ABBA)           | Dee Snider (Twisted Sister)    | Cyndi Lauper     | Brian Johnson (AC/DC)                 | Jessica Rabbit             | Joan Jett                |

## Detalhes do show ao vivo
Vencedor da noite
     Eliminado
| 1.ª semana (24 de agosto)    | Marcelo Augusto  | Sidney Magal         | "Sandra Rosa Madalena"                                  | 8            | 8            | 7            | —            | 23 |  |  |
| 1.ª semana (24 de agosto)    | Li Martins       | Amy Winehouse        | "Rehab"                                                 | 7            | 7            | 8            | —            | 22 |  |  |
| 1.ª semana (24 de agosto)    | Christian Chávez | Ricky Martin         | "Livin' La Vida Loca"                                   | 5            | 6            | 6            | —            | 17 |  |  |
| 1.ª semana (24 de agosto)    | Rosemary         | Hebe Camargo         | "Você Não Sabe"                                         | 10           | 10           | 10           | 15           | 45 |  |  |
| 1.ª semana (24 de agosto)    | Vanessa Jackson  | Whitney Houston      | "I Will Always Love You"                                | 9            | 9            | 9            | 5            | 32 |  |  |
| 1.ª semana (24 de agosto)    | Léo Maia         | Seu Jorge            | "Burguesinha"                                           | 4            | 4            | 4            | 5            | 17 |  |  |
| 1.ª semana (24 de agosto)    | Syang            | Guns N' Roses        | "Sweet Child O' Mine"                                   | 6            | 5            | 5            | 10           | 26 |  |  |
|                              |                  |                      |                                                         |              |              |              |              |    |  |  |
| 2.ª semana (1 de setembro)   | Li Martins       | Anitta               | "Show das Poderosas"                                    | 5            | 8            | 8            | —            | 21 |  |  |
| 2.ª semana (1 de setembro)   | Rosemary         | Carmen Miranda       | "Rebola, Bola"                                          | 6            | 6            | 7            | —            | 19 |  |  |
| 2.ª semana (1 de setembro)   | Marcelo Augusto  | Elvis Presley        | "Blue Suede Shoes"                                      | 4            | 5            | 4            | 5            | 18 |  |  |
| 2.ª semana (1 de setembro)   | Vanessa Jackson  | Whoopi Goldberg      | "Oh Happy Day"                                          | 8            | 7            | 6            | 5            | 26 |  |  |
| 2.ª semana (1 de setembro)   | Léo Maia         | Ray Charles          | "Hit the Road Jack"                                     | 10           | 10           | 10           | 25           | 55 |  |  |
| 2.ª semana (1 de setembro)   | Syang            | Wanderléia           | "Pare o Casamento"                                      | 7            | 4            | 5            | —            | 16 |  |  |
| 2.ª semana (1 de setembro)   | Christian Chávez | Village People       | "Y.M.C.A."                                              | 9            | 9            | 9            | —            | 27 |  |  |
|                              |                  |                      |                                                         |              |              |              |              |    |  |  |
| 3.ª semana (8 de setembro)   | Vanessa Jackson  | Kaoma                | "Chorando Se Foi" e "Dançando Lambada"                  | 5            | 6            | 6            | —            | 16 |  |  |
| 3.ª semana (8 de setembro)   | Léo Maia         | Tim Maia             | "Me dê Motivo"                                          | 8            | 10           | 7            | 5            | 30 |  |  |
| 3.ª semana (8 de setembro)   | Li Martins       | Rihanna              | "Where Have You Been"                                   | 7            | 6            | 9            | 10           | 32 |  |  |
| 3.ª semana (8 de setembro)   | Marcelo Augusto  | Cher                 | "Believe"                                               | 10           | 9            | 8            | —            | 27 |  |  |
| 3.ª semana (8 de setembro)   | Rosemary         | Elis Regina          | "Madalena"                                              | 6            | 7            | 5            | 5            | 23 |  |  |
| 3.ª semana (8 de setembro)   | Christian Chávez | Justin Timberlake    | "Sexy Back"                                             | 9            | 8            | 10           | 10           | 37 |  |  |
|                              |                  |                      |                                                         |              |              |              |              |    |  |  |
| 4.ª semana (15 de setembro)  | Christian Chávez | Psy                  | "Gangnam Style"                                         | 8            | 6            | 6            | 5            | 25 |  |  |
| 4.ª semana (15 de setembro)  | Léo Maia         | Jair Rodrigues       | "Disparada" e "Deixa Isso Pra Lá"                       | 4            | 4            | 4            | 5            | 17 |  |  |
| 4.ª semana (15 de setembro)  | Syang            | Britney Spears       | "Toxic"                                                 | 7            | 7            | 8            | 5            | 27 |  |  |
| 4.ª semana (15 de setembro)  | Li Martins       | Conchita Wurst       | "Rise Like A Phoenix"                                   | 10           | 9            | 9            | 5            | 33 |  |  |
| 4.ª semana (15 de setembro)  | Marcelo Augusto  | Beto Barbosa         | "Adocica"                                               | 6            | 8            | 7            | 5            | 26 |  |  |
| 4.ª semana (15 de setembro)  | Vanessa Jackson  | Beyoncé              | "Crazy in Love"                                         | 9            | 10           | 10           | 5            | 34 |  |  |
| 4.ª semana (15 de setembro)  | Rosemary         | Gal Costa            | "Aquarela do Brasil"                                    | 5            | 5            | 5            | 5            | 20 |  |  |
|                              |                  |                      |                                                         |              |              |              |              |    |  |  |
| 5.ª semana (22 de setembro)  | Rosemary         | Valesca Popozuda     | "Beijinho no Ombro"                                     | 10           | 9            | 8            | 2            | 29 |  |  |
| 5.ª semana (22 de setembro)  | Vanessa Jackson  | Ana Carolina         | "Garganta"                                              | 9            | 10           | 9            | 6            | 34 |  |  |
| 5.ª semana (22 de setembro)  | Léo Maia         | Bruno Mars           | "Treasure"                                              | 5            | 5            | 6            | 12           | 28 |  |  |
| 5.ª semana (22 de setembro)  | Christian Chávez | John Lennon          | "Imagine"                                               | 7            | 8            | 10           | 8            | 33 |  |  |
| 5.ª semana (22 de setembro)  | Li Martins       | Chiquititas          | "Remexe"                                                | 8            | 4            | 4            | 5            | 21 |  |  |
| 5.ª semana (22 de setembro)  | Syang            | Angélica             | "Vou de Táxi"                                           | 6            | 6            | 7            | 2            | 21 |  |  |
| 5.ª semana (22 de setembro)  | Marcelo Augusto  | Roy Orbison          | "Oh, Pretty Woman"                                      | 4            | 7            | 5            | —            | 16 |  |  |
|                              |                  |                      |                                                         |              |              |              |              |    |  |  |
| 6.ª semana (29 de setembro)  | Léo Maia         | Wando                | "Fogo e Paixão"                                         | 5            | 4            | 6            | 2            | 17 |  |  |
| 6.ª semana (29 de setembro)  | Marcelo Augusto  | Andrea Bocelli       | "Con te Partirò"                                        | 7            | 8            | 8            | 10           | 33 |  |  |
| 6.ª semana (29 de setembro)  | Vanessa Jackson  | The Jackson 5        | "I'll Be There" e "I Want You Back"                     | 9            | 9            | 9            | 4            | 31 |  |  |
| 6.ª semana (29 de setembro)  | Li Martins       | Celine Dion          | "My Heart Will Go On"                                   | 8            | 7            | 7            | 9            | 31 |  |  |
| 6.ª semana (29 de setembro)  | Syang            | P!nk                 | "Get the Party Started"                                 | 6            | 6            | 4            | 3            | 19 |  |  |
| 6.ª semana (29 de setembro)  | Christian Chávez | Michael Jackson      | "Billie Jean"                                           | 4            | 5            | 5            | 4            | 18 |  |  |
| 6.ª semana (29 de setembro)  | Rosemary         | Dalva de Oliveira    | "Bandeira Branca"                                       | 10           | 10           | 10           | 3            | 33 |  |  |
|                              |                  |                      |                                                         |              |              |              |              |    |  |  |
| 7.ª semana (6 de outubro)    | Li Martins       | Miley Cyrus          | "Wrecking Ball"                                         | 4            | 7            | 5            | 8            | 24 |  |  |
| 7.ª semana (6 de outubro)    | Léo Maia         | James Brown          | "I Got You (I Feel Good)"                               | 10           | 9            | 10           | 5            | 34 |  |  |
| 7.ª semana (6 de outubro)    | Marcelo Augusto  | Cauby Peixoto        | "Bastidores"                                            | 8            | 8            | 6            | 4            | 26 |  |  |
| 7.ª semana (6 de outubro)    | Vanessa Jackson  | Toni Braxton         | "Un-Break My Heart"                                     | 9            | 10           | 9            | 5            | 33 |  |  |
| 7.ª semana (6 de outubro)    | Syang            | Spice Girls          | "Wannabe"                                               | 5            | 5            | 7            | 5            | 22 |  |  |
| 7.ª semana (6 de outubro)    | Christian Chávez | MC Guimê             | "Plaquê de 100"                                         | 6            | 6            | 8            | 8            | 28 |  |  |
| 7.ª semana (6 de outubro)    | Rosemary         | Gaby Amarantos       | "Ex Mai Love"                                           | 7            | 4            | 4            | —            | 15 |  |  |
|                              |                  |                      |                                                         |              |              |              |              |    |  |  |
| 8.ª semana (13 de outubro)   | Léo Maia         | Roberto Carlos       | "Eu Sou Terrível"                                       | 4            | 5            | 5            | —            | 14 |  |  |
| 8.ª semana (13 de outubro)   | Marcelo Augusto  | Daniel               | "Eu Me Amarrei"                                         | 5            | 4            | 4            | 4            | 17 |  |  |
| 8.ª semana (13 de outubro)   | Li Martins       | Alicia Keys          | "Girl On Fire"                                          | 7            | 10           | 8            | 8            | 33 |  |  |
| 8.ª semana (13 de outubro)   | Vanessa Jackson  | Montserrat Caballé   | "How Can I Go On"                                       | 10           | 9            | 10           | —            | 29 |  |  |
| 8.ª semana (13 de outubro)   | Rosemary         | Virgínia Lane        | "Sassaricando"                                          | 6            | 6            | 6            | —            | 18 |  |  |
| 8.ª semana (13 de outubro)   | Syang            | Prince               | "Kiss"                                                  | 8            | 7            | 7            | 16           | 38 |  |  |
| 8.ª semana (13 de outubro)   | Christian Chávez | Lady Gaga            | "Bad Romance"                                           | 9            | 8            | 9            | 7            | 33 |  |  |
|                              |                  |                      |                                                         |              |              |              |              |    |  |  |
| 9.ª semana (20 de outubro)   | Christian Chávez | Luciano Pavarotti    | "Caruso"                                                | 8            | 8            | 5            | —            | 21 |  |  |
| 9.ª semana (20 de outubro)   | Vanessa Jackson  | Ivete Sangalo        | "Tempo de Alegria" e "Poeira"                           | 6            | 5            | 8            | —            | 19 |  |  |
| 9.ª semana (20 de outubro)   | Syang            | Katy Perry           | "California Gurls"                                      | 7            | 6            | 6            | 5            | 24 |  |  |
| 9.ª semana (20 de outubro)   | Li Martins       | Adele                | "Someone Like You"                                      | 9            | 9            | 9            | 10           | 37 |  |  |
| 9.ª semana (20 de outubro)   | Rosemary         | Marilyn Monroe       | "Diamonds Are a Girl's Best Friend"                     | 5            | 7            | 7            | —            | 19 |  |  |
| 9.ª semana (20 de outubro)   | Marcelo Augusto  | Julio Iglesias       | "Por Ella"                                              | 10           | 10           | 10           | 20           | 50 |  |  |
| 9.ª semana (20 de outubro)   | Léo Maia         | Martinho da Vila     | "Mulheres" e "Devagar, Devagarinho"                     | 4            | 4            | 4            | —            | 12 |  |  |
|                              |                  |                      |                                                         |              |              |              |              |    |  |  |
| 10.ª semana (27 de outubro)  | Christian Chávez | Pharrell Williams    | "Happy"                                                 | 10           | 9            | 8            | 8            | 35 |  |  |
| 10.ª semana (27 de outubro)  | Léo Maia         | Bobby McFerrin       | "Don't Worry, Be Happy"                                 | 4            | 4            | 4            | —            | 12 |  |  |
| 10.ª semana (27 de outubro)  | Li Martins       | Shakira              | "Ojos así"                                              | 9            | 10           | 10           | 18           | 47 |  |  |
| 10.ª semana (27 de outubro)  | Marcelo Augusto  | Maria Bethânia       | "Fera Ferida"                                           | 6            | 5            | 6            | 3            | 20 |  |  |
| 10.ª semana (27 de outubro)  | Rosemary         | Rita Lee             | "Erva Venenosa"                                         | 5            | 6            | 5            | 2            | 18 |  |  |
| 10.ª semana (27 de outubro)  | Syang            | Avril Lavigne        | "Sk8er Boi"                                             | 8            | 7            | 9            | 2            | 26 |  |  |
| 10.ª semana (27 de outubro)  | Vanessa Jackson  | Alcione              | "Você Me Vira a Cabeça" e "Meu Ébano"                   | 7            | 8            | 7            | 2            | 24 |  |  |
|                              |                  |                      |                                                         |              |              |              |              |    |  |  |
| 11.ª semana (3 de novembro)  | Léo Maia         | Luiz Gonzaga         | "O Xote das Meninas"                                    | 4            | 4            | 5            | 5            | 18 |  |  |
| 11.ª semana (3 de novembro)  | Vanessa Jackson  | Tina Turner          | "Proud Mary"                                            | 7            | 7            | 8            | 2            | 24 |  |  |
| 11.ª semana (3 de novembro)  | Li Martins       | Christina Aguilera   | "Lady Marmalade"                                        | 9            | 8            | 6            | 5            | 28 |  |  |
| 11.ª semana (3 de novembro)  | Christian Chávez | Thalia               | "Maria la del Barrio" e "Piel Morena"                   | 5            | 5            | 4            | 4            | 18 |  |  |
| 11.ª semana (3 de novembro)  | Rosemary         | Gloria Estefan       | "El Día que Me Quieras"                                 | 8            | 10           | 9            | 5            | 32 |  |  |
| 11.ª semana (3 de novembro)  | Syang            | Rouge                | "Ragatanga"                                             | 6            | 6            | 7            | 2            | 21 |  |  |
| 11.ª semana (3 de novembro)  | Marcelo Augusto  | Ney Matogrosso       | "Homem Com H" e "O Vira"                                | 10           | 9            | 10           | 12           | 41 |  |  |
|                              |                  |                      |                                                         |              |              |              |              |    |  |  |
| 12.ª semana (10 de novembro) | Léo Maia         | Raul Seixas          | "Cowboy Fora da Lei"                                    | 10           | 7            | 7            | 4            | 28 |  |  |
| 12.ª semana (10 de novembro) | Vanessa Jackson  | Nicki Minaj          | "Anaconda"                                              | 8            | 10           | 9            | 2            | 29 |  |  |
| 12.ª semana (10 de novembro) | Li Martins       | Gloria Gaynor        | "I Will Survive"                                        | 6            | 8            | 8            | 2            | 24 |  |  |
| 12.ª semana (10 de novembro) | Christian Chávez | Rolling Stones       | "(I Can't Get No) Satisfaction"                         | 9            | 9            | 10           | 12           | 40 |  |  |
| 12.ª semana (10 de novembro) | Rosemary         | Rosanah              | "O Amor e o Poder"                                      | 5            | 5            | 5            | 5            | 20 |  |  |
| 12.ª semana (10 de novembro) | Syang            | Aqua                 | "Barbie Girl"                                           | 7            | 6            | 6            | 5            | 24 |  |  |
| 12.ª semana (10 de novembro) | Marcelo Augusto  | Lenny Kravitz        | "Fly Away"                                              | 4            | 4            | 4            | 5            | 17 |  |  |
|                              |                  |                      |                                                         |              |              |              |              |    |  |  |
| 13.ª semana (17 de novembro) | Léo Maia         | Adoniran Barbosa     | "Trem das Onze"                                         | 6            | 6            | 5            | 5            | 22 |  |  |
| 13.ª semana (17 de novembro) | Syang            | ABBA                 | "Mamma Mia" e "Dancing Queen"                           | 4            | 5            | 6            | 6            | 21 |  |  |
| 13.ª semana (17 de novembro) | Li Martins       | Taylor Swift         | "I Knew You Were Trouble"                               | 8            | 9            | 8            | 7            | 32 |  |  |
| 13.ª semana (17 de novembro) | Vanessa Jackson  | Aretha Franklin      | "I Say a Little Prayer" e "Rolling In The Deep"         | 10           | 10           | 10           | 10           | 40 |  |  |
| 13.ª semana (17 de novembro) | Rosemary         | Clara Nunes          | "Ê Baiana"                                              | 7            | 7            | 7            | 8            | 29 |  |  |
| 13.ª semana (17 de novembro) | Christian Chávez | Alejandro Sanz       | "Corazón Partío"                                        | 5            | 4            | 4            | 4            | 17 |  |  |
| 13.ª semana (17 de novembro) | Marcelo Augusto  | Mamonas Assassinas   | "Pelados em Santos" e "Robocop Gay"                     | 9            | 8            | 9            | 9            | 35 |  |  |
|                              |                  |                      |                                                         |              |              |              |              |    |  |  |
| 14.ª semana (24 de novembro) | Rosemary         | Beth Carvalho        | "Coisinha do Pai" e "Vou Festejar"                      | 5            | 6            | 7            | 5            | 23 |  |  |
| 14.ª semana (24 de novembro) | Li Martins       | Paula Fernandes      | "Pra Você"                                              | 8            | 10           | 6            | 2            | 26 |  |  |
| 14.ª semana (24 de novembro) | Marcelo Augusto  | Frank Sinatra        | "New York, New York"                                    | 4            | 4            | 4            | —            | 12 |  |  |
| 14.ª semana (24 de novembro) | Vanessa Jackson  | Maysa                | "Ne Me Quitte Pas"                                      | 7            | 8            | 8            | 10           | 33 |  |  |
| 14.ª semana (24 de novembro) | Christian Chávez | One Direction        | "What Makes You Beautiful"                              | 6            | 5            | 5            | 3            | 19 |  |  |
| 14.ª semana (24 de novembro) | Léo Maia         | The Temptations      | "My Girl"                                               | 10           | 9            | 10           | 6            | 35 |  |  |
| 14.ª semana (24 de novembro) | Syang            | Twisted Sister       | "We're Not Gonna Take It"                               | 9            | 7            | 9            | 9            | 34 |  |  |
|                              |                  |                      |                                                         |              |              |              |              |    |  |  |
| 15.ª semana (1 de dezembro)  | Marcelo Augusto  | Cazuza               | "Codinome Beija-Flor" e "Pro Dia Nascer Feliz"          | 8            | 10           | 7            | 2            | 27 |  |  |
| 15.ª semana (1 de dezembro)  | Vanessa Jackson  | Elza Soares          | "Malandro", "Eu Bebo Sim" e "Mulata Assanhada"          | 6            | 6            | 6            | 5            | 23 |  |  |
| 15.ª semana (1 de dezembro)  | Li Martins       | Mariah Carey         | "Vision of Love", "My All", "Without You" e "Beautiful" | 10           | 7            | 8            | 8            | 33 |  |  |
| 15.ª semana (1 de dezembro)  | Léo Maia         | Chico Science        | "Maracatu Atômico"                                      | 5            | 5            | 5            | 4            | 19 |  |  |
| 15.ª semana (1 de dezembro)  | Syang            | Cyndi Lauper         | "Girls Just Want to Have Fun"                           | 4            | 4            | 4            | 2            | 14 |  |  |
| 15.ª semana (1 de dezembro)  | Christian Chávez | Marilyn Manson       | "Sweet Dreams (Are Made of This)"                       | 7            | 9            | 9            | 8            | 33 |  |  |
| 15.ª semana (1 de dezembro)  | Rosemary         | Amália Rodrigues     | "Canção do Mar"                                         | 9            | 8            | 10           | 6            | 33 |  |  |
|                              |                  |                      |                                                         |              |              |              |              |    |  |  |
| 16.ª semana (8 de dezembro)  | Li Martins       | Demi Lovato          | "Let It Go"                                             | 8            | 7            | 7            | 2            | 24 |  |  |
| 16.ª semana (8 de dezembro)  | Vanessa Jackson  | Ludmilla             | "Sem Querer"                                            | 7            | 8            | 6            | 2            | 23 |  |  |
| 16.ª semana (8 de dezembro)  | Marcelo Augusto  | Emílio Santiago      | "Saigon" e "Isso Aqui o Que É"                          | 10           | 10           | 8            | 11           | 39 |  |  |
| 16.ª semana (8 de dezembro)  | Christian Chávez | The Black Eyed Peas  | "Boom Boom Pow"                                         | 9            | 9            | 10           | 8            | 36 |  |  |
| 16.ª semana (8 de dezembro)  | Rosemary         | Celly Campello       | "Banho de Lua"                                          | 4            | 4            | 4            | 3            | 15 |  |  |
| 16.ª semana (8 de dezembro)  | Syang            | AC/DC                | "You Shook Me All Night Long"                           | 5            | 5            | 5            | 6            | 21 |  |  |
| 16.ª semana (8 de dezembro)  | Léo Maia         | Paralamas do Sucesso | "Alagados"                                              | 6            | 6            | 9            | 3            | 24 |  |  |
|                              |                  |                      |                                                         |              |              |              |              |    |  |  |
| 17.ª semana (15 de dezembro) | Marcelo Augusto  | Reginaldo Rossi      | "Garçom"                                                | 5            | 4            | 8            | 5            | 22 |  |  |
| 17.ª semana (15 de dezembro) | Christian Chávez | Culture Club         | "Karma Chameleon"                                       | 4            | 5            | 9            | 2            | 20 |  |  |
| 17.ª semana (15 de dezembro) | Li Martins       | Shania Twain         | "Man! I Feel Like a Woman!"                             | 6            | 6            | 4            | 8            | 24 |  |  |
| 17.ª semana (15 de dezembro) | Vanessa Jackson  | Lara Fabian          | "Love By Grace"                                         | 10           | 10           | 10           | 6            | 36 |  |  |
| 17.ª semana (15 de dezembro) | Syang            | Jessica Rabbit       | "Why Don’t You do Right"                                | 8            | 9            | 7            | 6            | 30 |  |  |
| 17.ª semana (15 de dezembro) | Léo Maia         | The Commodores       | "Easy"                                                  | 7            | 7            | 5            | 5            | 24 |  |  |
| 17.ª semana (15 de dezembro) | Rosemary         | Fafá de Belém        | "Ave Maria"                                             | 9            | 8            | 6            | 3            | 26 |  |  |
|                              |                  |                      |                                                         |              |              |              |              |    |  |  |
| 18.ª semana (22 de dezembro) | Christian Chávez | Cee Lo Green         | "Forget You"                                            | Não revelado | Não revelado | Não revelado | Não revelado | 3° |  |  |
| 18.ª semana (22 de dezembro) | Li Martins       | Susan Boyle          | "Memory"                                                | Não revelado | Não revelado | Não revelado | Não revelado | 2° |  |  |
| 18.ª semana (22 de dezembro) | Marcelo Augusto  | Nelson Ned           | "Tudo Passará"                                          | Não revelado | Não revelado | Não revelado | Não revelado | 4° |  |  |
| 18.ª semana (22 de dezembro) | Vanessa Jackson  | Jennifer Hudson      | "And I Am Telling You I’m Not Going"                    | Não revelado | Não revelado | Não revelado | Não revelado | 1° |  |  |

## Controvérsias
No terceiro episódio, exibido no dia 8 de setembro, Syang não participou da gravação alegando motivos pessoais e ficou doente que machucou a perna, mas o médico enviou um vídeo com uma mensagem para o público.
No dia 6 de outubro de 2014 segunda-feira , uma grande confusão movimentou os bastidores do programa. O ex-RBD Christian Chávez se revoltou com a avaliação e as notas dos jurados após sua apresentação como Mc Guimê, e interrompeu a gravação para reclamar que Thomas Roth, Miranda e Cyz não sabiam o que se passava nos bastidores da produção. Com isso, foi iniciada uma discussão acalorada no palco. Sobrou até para outro participante, Léo Maia, que foi acusado pelo mexicano de destratar a equipe e de falta de profissionalismo. Os dois chegaram a abandonar o palco, retornando após alguns minutos para finalizar a gravação do episódio. Em comunicado, o SBT confirma o fato, mas esclarece que não houve agressão física ou ameaças, como chegou a ser relatado por alguns sites e nas redes sociais. Como Esse Artista Sou Eu é um reality show, a emissora prometeu exibir todo o ocorrido nas próximas edições. A briga foi exibida no sétimo episódio, exibido dia 6 de outubro.
No décimo quinto episódio, exibido no dia 1 de dezembro, houve um empate entre Li Martins, Christian Chávez e Rosemary que interpretaram Mariah Carey, Marilyn Manson e Amália Rodrigues respectivamente. Ambos obtiveram 33 pontos na soma dos pontos distribuídos pelos jurados e os próprios participantes e foram considerados os três vencedores da noite. Pela regra do programa, só um poderia vencer, então Rosemary, por ter maior pontuação pelos jurados, foi considerada a vencedora oficial.
No penultimo episódio, foram definidos os quatro finalistas da temporada: Christian Chávez, Li Martins, Marcelo Augusto e Vanessa Jackson. Também nesse episódio, foi definido que os finalistas poderiam escolher qual artista interpretar na final.